# Álvaro Caruncho
Álvaro de la Iglesia Caruncho (La Coruña, 23 de abril de 1948 - 14 de noviembre de 2011) fue un pintor español.

## Biografía
Álvaro de la Iglesia Caruncho nació en La Coruña el 23 de abril de 1948. Estudió en la Escuela de Artes Pablo Picasso de La Coruña, teniendo como maestro entre otros, a Mariano García Patiño. Publicó sus primeros dibujos en el año 1968 en “La Voz de Galicia”, ilustrando unos artículos de Antonio Naveira. En el año 1969 inició su actividad como diseñador gráfico. 
Después de dirigir el departamento de Arte de una empresa de publicidad, abrió un estudio con el grafista Alfonso Matarranz, siendo reconocida y premiada su labor en este campo en diversas ocasiones, hasta que en 1996 decidió dedicarse exclusivamente a la pintura.
En 1972 comenzó a colaborar en el semanario de humor La Codorniz –la revista más audaz para el lector más inteligente- fundada por el escritor y dramaturgo Miguel Mihura, como una alternativa de humor a la nueva prensa de posguerra. En ella colaboraron escritores y dibujantes de la talla de Edgar Neville, Tono, Miguel Gila, Enrique Herreros, Abelenda, Chumy Chúmez, Mingote y Cebrián, entre otros.
Es en 1973 cuando realiza  su primera exposición individual  en la Galería Richelieu de Madrid,  participando y realizando desde entonces diversas muestras tanto en España (La Coruña, Vigo, Santiago, Pontevedra, León, Oviedo, Barcelona, Granada, Santander, Orense, Valencia. Alicante, Valladolid, Almería)  como en el extranjero (Venezuela, Portugal, Inglaterra, Italia, Austria, Holanda). 
En 1975 viaja a Grecia a recoger la medalla y placa de plata que obtiene en la “I International Cartoon Exhibition of Atenas”, publicándose dibujos suyos en diversos países del mundo como Grecia, Líbano.
Vuelve a exponer en 1977 en la galería Ceibe de La Coruña, donde presenta su libro de humor ¡¡Por Narices!! que prologa su amigo intimo el también pintor y humorista Alfonso Abelenda.
En 1978 muestra su obra en Caracas y  en 1979 expone individualmente en Vigo. Tras  exponer en La Coruña (1982) participa en la Exposición-Homenaje a Enrique Herreros en el Centro Cultural Conde-Duque de Madrid. 
En 1995 expone individualmente en la galería Rincón del Arte de La Coruña y en 1996 la Fundación Caixa Galicia organiza una exposición retrospectiva itinerante de su obra por las principales ciudades gallegas. Ese mismo año, participa  también en el  “I  Salón de Otoño de Pintura” de la Real Academia de Bellas Artes de Nuestra Señora del Rosario de La Coruña. 
En 1999 lo hace en Vigo, en la exposición “Arte en el Deporte”, que se realiza en el Museo de Arte Deportivo. Y es seleccionado para participar en la “II Bienale Internazionale dell Arte Contemporánea” de Florencia, Italia.
En el 2000 participa en diferentes muestras en ciudades como Santiago de Compostela, Valladolid. 
En el 2001 es invitado a exponer en Portugal en “Euroarte/Porto Capital Europeia da Cultura”. 
En 2003 expone individualmente en la Casa de Galicia  de  Madrid, y en 2005 participa en muestras  en ciudades como Almería, o Ponte de Lima, (Portugal). 
En 2006 participa en la exposición “Cinco Maestros de la Pintura Gallega” que se realiza en el Museo Manuel Torres en Marín, Pontevedra. En el “II Encontro coa pintura e a poesía” en la Fundación Luis Seoane de La Coruña, así como  en la “10th. International Fair for Contemporary Art Innsbruck en Austria”, y en la “Holland  Art Fair 2006”. 
En 2007 lo hace, entre otras, en la exposición “Creadores Contemporáneos” en el Palacio de Exposiciones de La Coruña, Palexco.
En el 2008 bajo el título “5 creadores de los 70” expone en la Casa de las Artes de Vigo, y en la Fundación Mª José Jove de La Coruña en la muestra “80 obras de artistas coruñeses”. 
En el 2009 lo hace en Achegarte! Que se realiza en el Palacio Municipal de Exposiciones Kiosco Alfonso de La Coruña, continuando hasta su más reciente participación en la muestra “5 creadores de los 70” en la Fundación Torrente Ballester de Santiago, ininterrumpidamente su actividad expositiva.
Falleció el 14 de noviembre de 2011 debido a complicaciones surgidas de una dolencia cardíaca y circulatoria. Alfonso Abelenda dijo al enterarse:

Era un hombre con un gran talento y un estilo muy peculiar. Será recordado, con todo merecimiento, como uno de los grandes pintores de La Coruña. Tenía una gran capacidad de trabajo: hizo publicidad, grabados y serigrafías, y deja detrás una gran obra, muy buena y abundante. Trabajó hasta el último día.